# Erysimum montosicolum
Erysimum montosicolum là một loài thực vật có hoa trong họ Cải. Loài này được Jord. mô tả khoa học đầu tiên năm 1858.